# Sebastian Kühner
Sebastian Kühner (* 15. März 1987 in Ost-Berlin) ist ein deutscher Volleyballspieler.

## Karriere
Sebastian Kühner begann seine Karriere als Zuspieler beim SV Preußen Berlin. Später wechselte er zum SCC Berlin. 2006 gab er beim VC Olympia Berlin sein Debüt in der Bundesliga. Nach einem Jahr beim VCO ging er zum SV Bayer Wuppertal. Von 2008 bis 2010 spielte er bei evivo Düren und von 2010 bis 2012 bei Chemie Volley Mitteldeutschland. Seit 2012 spielte Sebastian Kühner wieder in seiner Heimatstadt bei den Berlin Recycling Volleys. 2013 und 2014 wurde er mit Berlin deutscher Meister. Ende 2013 kam Kühner zu seinen ersten Einsätzen in der deutschen Nationalmannschaft. Bei der WM 2014 gewann er mit der Nationalmannschaft die Bronzemedaille und bei den erstmals 2015 stattfindenden Europaspielen in Baku die Goldmedaille. 2016 wurde Kühner mit den Berlinern erneut Deutscher Meister und gewann den DVV-Pokal sowie den CEV-Pokal. 2017, 2018 und 2019 gewann Kühner die nationalen Meistertitel Nummer vier, fünf und sechs. Danach beendete er seine Volleyball-Karriere. In der folgenden Saison kam Berlin ins Viertelfinale des DVV-Pokals und schaffte die Titelverteidigung in der Bundesliga. In der Saison 2018/19 kam Kühner mit den Berlinern ins Pokal-Viertelfinale und wurde wieder deutscher Meister. Danach beendete er seine Karriere.

## Sonstiges
Sebastian Kühner ist der Sohn des einstigen DDR-Nationalspielers Roland Kühner. Er ist 2,03 Meter groß und Linkshänder. Neben seiner Volleyballkarriere absolvierte er eine Ausbildung zum Sport- und Fitness-Kaufmann.